# 4956 Noymer
4956 Noymer eller 1990 VG1 är en asteroid i huvudbältet som upptäcktes den 12 november 1990 av den australiensiske astronomen Robert H. McNaught vid Siding Spring-observatoriet. Den är uppkallad efter den amerikanske astronomen Andrew J. Noymer.
Asteroiden har en diameter på ungefär 5 kilometer.